# Thunderbolt Ross
El General Thaddeus E. "Thunderbolt" Ross (como Red Hulk) es un antiheroe ficticio que aparece en cómics publicados por Marvel Comics, por lo general representado como un enemigo de Hulk. Ross es un oficial militar de Estados Unidos, el padre de Betty Ross, el ex-suegro de Glenn Talbot, el suegro del Dr. Bruce Banner, y fue jefe del proyecto de la bomba gamma que convirtió a Banner en Hulk. Después de la creación de Hulk, Ross persigue a la criatura con una creciente obsesión, y al enterarse de que Banner y Hulk son uno solo, Ross comienza a cazar a Banner. En 2008, Ross apareció por primera vez como Red Hulk, en el que se había transformado para combatir mejor a su enemigo. En 2009, Thunderbolt Ross fue nombrado el 71° villano más grande de todos los tiempos, en la lista de IGN.
El personaje ha sido comercializado en varios productos, como juguetes y estatuas, y apareció en numerosas adaptaciones de los medios, incluidas series animadas de televisión, videojuegos y películas de acción en vivo. Fue interpretado por Sam Elliott en la película de 2003 Hulk y por William Hurt en Marvel Cinematic Universe, apareciendo en The Incredible Hulk (2008), Capitán America: Civil War (2016), Avengers: Infinity War (2018), Avengers: Endgame (2019) y Black Widow (2021).Tras la muerte de Hurt en 2022, Ross será interpretado por Harrison Ford en la película de Captain America: Brave New World (2025).

## Historia de publicación
Thunderbolt Ross apareció por primera vez en Incredible Hulk (vol. 1) #1 (mayo de 1962), y fue creado por Stan Lee y Jack Kirby como un enemigo de Hulk. Fue un personaje recurrente en esta primera serie. El origen de este personaje fue revelado en The Incredible Hulk #291. Red Hulk apareció por primera vez en Hulk (vol. 2) #1 (enero de 2008), y fue creado por Jeph Loeb y Ed McGuiness, pero su identidad como Ross no se reveló hasta más tarde. El origen de Red Hulk se reveló en Hulk # 23.
Red Hulk comenzó a aparecer como un personaje regular en Avengers (vol. 4) desde el número 7 (enero de 2011) hasta su número 34 final (enero de 2013). Su popularidad hizo que Daniel Way y Steve Dillon lo utilizaran como personaje principal en la serie Thunderbolts de 2012. También apareció en los números 1-3 de la serie de 2011 The Avenging Spider-Man (noviembre de 2008) de Zeb Wells y Joe Madureira como un personaje de Spider-Man.

## Biografía ficticia
Ross creció en un ambiente militar debido a que su padre y abuelo pertenecían al ejército.
Ross es un general del Ejército Estadounidense que está a cargo del proyecto de Bruce Banner sobre la bomba gamma. Su hija, Betty, se enamora del joven científico, lo cual sólo aumenta el desagrado que Ross tiene hacia el "debilucho" Banner. Después de la transformación de Banner en Hulk, Ross pasa años persiguiendo al monstruo, obsesionándose lo suficiente para cometer traición por aliarse con el Líder, MODOK y la Abominación, con el fin de destruir a Hulk. Dado de baja, él aparece en la boda de Bruce y Betty con una pistola, y le dispara a Rick Jones. Ross es reclutado por el agente de S.H.I.E.L.D., Clay Quartermain, para fusionarse con la criatura eléctrica Zzzax, un proceso que le da superpoderes a Ross, pero que también lo hace mentalmente inestable. Más tarde es restaurado a su forma humana, pero conserva algunos poderes residuales de generación de energía.
Finalmente, un mutante que drena a la gente de su energía mental ataca la Base Gamma en busca de un poderoso huésped, en este caso Hulk. Tras ver a Rick Jones (quien era Hulk en ese momento) y a Banner luchando contra el mutante, se da cuenta de que ha estado equivocado acerca de que Hulk es un monstruo sin sentido, por lo que salva a su hija de ser asesinada por el mutante adhiriéndose a él y ejecutando las fuentes de energía que conservaba de Zzzax. Al darle su bendición a Bruce y Betty, Ross muere en los brazos de su hija.
Más tarde, el cuerpo de Ross es robado por el Líder, quien utiliza los poderes de uno de sus seguidores para resucitar a Ross. Él lo convierte en un sustituto insensato para su soldado caído, el Redentor. Ross finalmente es recuperado y resucitado por agentes del extraterrestre Troyjan, y regresa a la Fuerza Aérea. A Ross posteriormente se le ocurriría un método más económico para hacerle frente a Hulk cuando está en su etapa infantil: No-resistencia activa. Él y sus hombres simplemente dejan de lastimar a Hulk de cualquier manera. Hulk, confundido, deja de destruir y se va.
Ross haría amistad con Banner, pero cuando Betty "muere" (convertida en Red She-Hulk) debido supuestamente al ADN gamma de Banner que interactuó con el de ella, una vez más persigue a Hulk por venganza.
Alrededor de este tiempo, el General Ryker se hace cargo de la persecución de Hulk. Ross se involucra indirectamente, observando cuando Ryker tortura mentalmente a Banner para tratar de averiguar cómo funciona Hulk. Hulk escapa del control de Ryker, y después de varias aventuras, se pierde en el espacio.
Después de que Hulk regresa de su exilio e inicia la "Guerra Mundial de Hulk", el General Ross, ahora con las estrellas de un general completo, hace su propio regreso, eligiendo llevar la batalla a su enemigo después de que Iron Man es derribado por el Goliat. Después de un asalto fallido hacia Hulk, Ross y sus hombres son capturados y encadenados bajo custodia de los Warbound de Hulk, el ejército que trajo desde el espacio. Hulk es finalmente derrotado por las armas de un satélite, regresándolo a su forma humana.

### Poder militar
La afiliación militar de Ross ha sido inconsistentemente retratada en los cómics. Muchas de las primeras historias de Hulk representaban a Ross como un general del ejército tratando de capturar o destruir a Hulk con su batallón del ejército de Estados Unidos, conocido como los "Hulkbusters". Sin embargo, también aparece frecuentemente en un uniforme de la Fuerza Aérea, al igual que en su aparición en Incredible Hulk #1. Sin embargo, las historias acerca de su servicio durante la Segunda Guerra Mundial lo retratan como un Oficial del ejército en las Fuerzas Aéreas del Ejército, ya que la Fuerza Aérea no era una rama separada de las Fuerzas Armadas hasta el 18 de septiembre de 1947. En noviembre de 2010, Joe Quesada aclaró que Ross es un miembro de la Fuerza Aérea, y que las inconsistencias en su uniforme pueden ser explicadas a través de la licencia artística con la que los artistas intentan presentar un uniforme de aspecto dramático, y que Ross puede ser parte de una unidad especial de la Fuerza Aérea, o una versión del Universo Marvel que tiene su propio código único de vestir.
La continuidad del ejército también es seguida en diversas adaptaciones de Hulk, como en las versiones originales de dibujos animados de 1966 y de 1996-1998 de Hulk, así como la película Hulk (2003), en donde es interpretado por Sam Elliott, y en The Incredible Hulk (2008), en donde es interpretado por William Hurt.

### Red Hulk
Red Hulk (también conocido como Rulk o El Increíble Rulk) fue introducido en Hulk (vol. 2) #1 (2008). Red Hulk fue creado para ser un adversario desinhibido y tácticamente inteligente de Hulk. Aunque Kenneth Johnson, el creador de la serie The Incredible Hulk de 1977, había sugerido un Hulk rojo para esa adaptación décadas antes, el redactor jefe de Marvel, Joe Quesada, propuso la idea en los cómics para debutar una versión roja del personaje, cuya identidad humana era un secreto. Inicialmente, la identidad de Red Hulk era desconocida tanto para los personajes de la historia como para el público lector.
El inicio de la historia del segundo volumen de Hulk en 2008, estableció que el personaje es muy agresivo, ya que Red Hulk asesina a los enemigos de Hulk, Wendigo y la Abominación, destruye el Helicarrier de S.H.I.E.L.D., derrota a varios héroes de Marvel, y, después de causar un terremoto en San Francisco, finalmente es derrotado gracias a los esfuerzos combinados de Hulk y Thor. En una historia posterior, los equipos del Coleccionista, el carácter con otros villanos en un equipo llamado los delincuentes, una versión malvada de equipo de superhéroes, los Defensores, en un intento por evitar que el Hulk original del reencuentro con el amor pasado, Jarella. En esta historia, Red Hulk en sifones del cósmico de alimentación del Silver Surfer aparentemente matándolo, roba su tabla junto con el hacha cósmica de Terrax, y utiliza el poder de ir en una matanza perspectiva Namor, Tiburón Tigre, Doctor Extraño, Barón Mordo, el Gran Maestro y antes que Terrax, una vez desplazados por Hulk y Psycho Man. Sin embargo, cuando Red Hulk le revela esto a Galactus, la deidad le retira el Poder Cósmico. Posteriormente, casi todos los que mató vuelven a la vida sin ningún recuerdo del evento.
Más tarde se reveló que Hulk Rojo fue creado como parte de un Súper Soldado programa por personas incluyendo a Doc Samson, y el criminal think tank Intellgencia, encabezada por el enemigo de Hulk, M.O.D.O.K. El arco de la historia del "Código Rojo" de 2009 también hizo alusiones a la verdadera identidad de Red Hulk, e introdujo un personaje de Red She-Hulk, cuando Domino identifica a Red Hulk antes de su transformación.
En la historia de 2010, "Fall of the hulks: Gamma", Red Hulk está relacionada en flashback haber matado al General Ross, a instancias de Bruce Banner, con quien ha formado una alianza. Sin embargo, el 2010 "Guerra Mundial de los Hulks" revela que Red Hulk es él mismo Thunderbolt Ross, Red She-Hulk como su hija Betty, y que Ross fue "asesinado" pero era un modelo señuelo de vida utilizado para convencer al mundo de que había muerto. Red Hulk luego frustra el plan del Intelligencia para hacerse cargo de los Estados Unidos con un modelo de vida de la trampa de Glenn Talbot destruyendo el Talbot LMD, y los intentos de hacerse cargo del país por sí mismo. Él se ve frustrada por un Hulk restaurado (en posesión de inteligencia de Banner) que golpea a Red Hulk sobre todo debido al agotamiento del rojo y del sobrecalentamiento. Hulk le dice a Red Hulk que era su idea falsa muerte de Ross y que él puede nunca más volver a esa identidad. Después de encarcelar a Red Hulk en la Base Gamma, Banner hace arreglos con el Capitán América para Red Hulk que se una a los Vengadores.
Después que el capitán Steve Rogers recluta a Red Hulk, Hulk Rojo logra detener el plan de autoprotección de Intelligencia "Scorched Earth". Aunque Banner había afirmado que le quitó la capacidad de drenaje de la energía de Red Hulk de él porque estaba matando a Red Hulk, se demuestra que todavía poseen esta habilidad. Después de los acontecimientos del programa Tierra Quemada, Red Hulk fue emparejado con una hembra LMD nombrado Annie. Red Hulk fue ocasionalmente asaltado por el ex protegido de Thunderbolt Ross, el general Reginald Fortean (que utilizó un arma especial que causó nano-minas-remoto activado para entrar en el cerebro de Red Hulk que tomaría medidas si él cambió de nuevo), Zero / Uno (un científico que fue expuesto a un virus creado por MODOK) y Black Fog (un asesino en serie de la India que fue facultado por cero / uno).
Red Hulk juega un papel vital en la crisis de Infinity Gem de la historia de "Edad Heroica". Durante la historia de "Fear Itself" de 2011, Red Hulk intenta sin éxito detener a la Cosa (en la forma de Interruptor de las Almas) de destruir la Torre de los Vengadores, como MODOK Superior y Black Fog convergen en ambos combatientes. durante la pelea Angrir despacha a Red Hulk sacándolo de la ciudad y llevándolo a Vermont.
Como parte del relanzamiento, Marvel NOW!, Red Hulk lleva una versión patrocinado no gubernamental de los Thunderbolts. Esta encarnación es un equipo de ataque que limpia los líos dejados por la carrera militar de Ross, pero el equipo decide más tarde en una nueva disposición en la que el equipo se lleve a cabo una misión de Ross, a continuación, una misión para un miembro aleatorio.
Después de que Hulk se lleva los poderes de Rick Jones, Skaar y Betty Ross, Thunderbolt Ross comienza a monitorear los movimientos de Hulk. Esto eventualmente lleva a una batalla furiosa, en la que Doc Verde somete a Red Hulk y le inyecta una fórmula que lo convierte en Thunderbolt Ross. El Ejército está alertado de la confrontación. Cuando llegan, el ejército arresta a Ross por abandonar su país.
Durante la historia de la "Guerra Civil II" de 2016, se revela que Thunderbolt Ross está encarcelado en una prisión militar clasificada.
En 2018, la edición del Capitán América del FCBD indica que Ross ya no está encarcelado. Posteriormente, en el estreno de la serie Capitán América de ese año, se revela que Ross recibió la libertad condicional por ayudar a una célula de resistencia durante la historia del "Imperio Secreto" y fue nombrado jefe de la investigación del ataque.

## Poderes y habilidades
El editor de Marvel, Mark Paniccia, describió a Red Hulk como "absolutamente desinhibido, tácticamente inteligente", mientras que el escritor Jeph Loeb afirma: "Red Hulk es el tipo de Hulk que no hemos visto antes, un arma brutal, pensante y pensante. tipo de Hulk". Alejando al personaje del original: "Todo lo que Green Hulk no es, Red Hulk. Excepto, por supuesto, por sus poderes que son idénticos. Y se ve igual, excepto que es rojo. Y él es el mismo tamaño. Pero aparte de eso, son opuestos completos". El personaje también puede emitir calor a voluntad desde sus ojos durante periodos no enfurecidos, y puede aumentar los niveles de potencia mediante la absorción de varios tipos de energía, como la radiación gamma (en un caso, Hulk puede volver a alterar el ego Bruce Banner) y el Poder Cósmico. Cuando se infecta con el cable de tecnoorgánico virus durante la historia 'X-sanción', que fue capaz de controlar este calor para quemar el virus de su sistema. Red Hulk fue creado a través de una combinación de radiación gamma y rayos cósmicos. Los satélites utilizados para revertir Hulk a la forma humana al final de World War Hulk se utilizaron para alimentar el dispositivo utilizado para convertir a Ross en Red Hulk. A diferencia del Hulk verde, el Hulk Rojo no revierte a la forma humana cuando se deja inconsciente, y su sangre es de un amarillo fluorescente en lugar de verde, permaneciendo ese color incluso en forma humana. A diferencia del Hulk verde, que se vuelve más fuerte a medida que aumenta su furia, la temperatura corporal de Red Hulk aumenta con su enojo. Aunque el calor es lo suficientemente intenso como para derretir la arena del desierto en vidrio, hace que se debilite cuando se vuelve demasiado intenso, ya que su fisiología carece de un mecanismo de enfriamiento para lidiar con el exceso de calor. También se ha demostrado que Red Hulk tiene una debilidad por la energía de la Zona Negativa, que le causó ardor en el dolor y lo drenó cuando intentó absorberlo.

## Otras versiones
- En la secuela de Marvel 1602: New World, un almirante Ross de la Marina Real capitanea un barco enviado a Roanoke para sofocar al "Brujo de la Bruja", incluida la versión 1602 de Hulk.[43]
- En el crossover de 1995-1996 "Era de Apocalipsis", el General "Thunderbolt" Ross es miembro del Human High Council, un movimiento dedicado a proteger a los humanos de los asesinatos homicidas de Apocalipsis.[44]
- En Amalgam Comics, Ross aparece como el jefe del Proyecto Cadmus. Él es representado con más simpatía, ya que adopta a Spider-Boy y le da el nombre de Pete Ross después de sentir lástima por el clon. Él juega un papel similar al tío Ben, ya que Pete lo llama "Tío Gen". Después de que es asesinado por un asaltante, Pete decide convertirse en un héroe.[45]
- En el mundo alternativo de new universal, el general Thad Ross es presidente del Estado Mayor Conjunto. Él es criticado por su uso de armas nucleares en superhumanos.
- En el universo de Ultimate Marvel, el general Ross (claramente identificado en Ultimate FF # 1 como general del ejército) es el jefe de S.H.I.E.L.D. Más tarde se retira de ese puesto y se convierte en enlace del gobierno con el grupo de expertos que dirige los Cuatro Fantásticos, con el General Glenn Talbot ayudándolo.[46]
- En el universo "Marvel Noir", un hombre llamado Ross es mencionado por Edwin Jarvis como una persona que conoció en la Primera Guerra Mundial.[47]
- En Marvel Mangaverse, el general Ross comanda una estación espacial armada que intenta sin éxito destruir al alienígena Galactus, pero en su lugar es destruido por él.

## Adaptaciones a otros medios

### Televisión
- La primera aparición animada de Thunderbolt Ross fue en The Marvel Super Heroes, con la voz de Claude Rae.[48]
- Thunderbolt Ross aparece en The Incredible Hulk (1982), con la voz de Robert Ridgely.[48]
- El General Ross fue coprotagonista en la aclamada serie televisiva The Incredible Hulk (año 1996), con la voz de John Vernon.[48]
- El General Ross aparece en Iron Man: Armored Adventures, con la voz de Eric Bauza,[48]en los episodios, "Heavy Mettle" y "La Furia de Hulk".
- Thunderbolt Ross y su forma de Red Hulk aparecen en Los Vengadores: Los Héroes más poderosos del planeta, con la voz de Ross de Keith Ferguson y el debut animado de Red Hulk con la voz de Fred Tatasciore.[48][49]<Esta versión es miembro del "Code Red" de Dell Rusk y líder de los Hulkbusters. En el episodio, "Pesadilla en rojo", se transforma con ayuda del Soldado del Invierno y combatiendo contra Hulk y los Vengadores, y en "El Hombre más peligroso del mundo" al querer ser un Vengador y descubrir su nefasto secreto contra Hulk.
- Thunderbolt Ross / Red Hulk aparece en varios dibujos animados de Marvel animados en Disney XD, con la voz de Clancy Brown:[48][50][51][52][49]
  - El General Ross como Hulk Rojo aparece en la nueva serie Hulk and the Agents of S.M.A.S.H., pero como un aliado bueno (como si fuera reformado), que forma un equipo con Hulk, Skaar, A-Bomb y She-Hulk. Él se muestra como de mal genio, cínico y arrogante, uniéndose a los Agentes de S.M.A.S.H. con el fin de recuperar el respeto general Ross que perdió cuando se convirtió en Hulk. Él y Hulk todavía tienen una aversión el uno con el otro, pero más como rivales en lugar de ser enemigos. Él se muestra como un táctico decente y competente en la mayoría de las armas, pero a menudo toma cada situación de frente, y también se muestra a crecer en calor cuando se enoja.
  - Hulk Rojo aparece también en Ultimate Spider-Man:
    - En la tercera temporada, el episodio "Concurso de Campeones", parte 2, está al lado del Capitán América y Puño de Hierro, del equipo del Coleccionista, para ayudar a Spider-Man en un juego de "Captura la bandera". Spider-Man utiliza la capacidad de calentamiento de Hulk Rojo para derrotar al Hombre de Arena, haciendo que el Gran Maestro convoca a Blastaar y Ymir. Mientras que el grupo se abren camino, Hulk Rojo intenta descongelar al Capitán América después de haber sido congelado por Ymir, sólo para el Capitán América fue eliminado del juego. Durante la lucha en los muelles, Hulk Rojo trata de tomar a Ymir sólo para ser derribado por Blastaar. Ymir a continuación, usa los pasos en Hulk Rojo, sacándolo del juego. También aparece en la parte 4, como cameo.
    - En la cuarta temporada, en el episodio "Regreso al Univers-Araña, Pt. 3", como Ross cuenta con una versión Noir que es un miembro de la banda de Joe Fixit.[48]Junto a A-Bombadier, Thunderbolt tiene un encuentro con Spider-Man y Chico Arácnido mientras que en el medio de una banda de guerra por Hammerhead y el Señor Negativo.

  - Hulk Rojo aparece en la serie de Avengers Assemble:
    - En la segunda temporada, episodio 24, "Vengadores de Incógnito", está como cameo, cuando es encadenado por el Escuadrón Supremo.
    - En la tercera temporada aparece como el General Ross de cameo, en el episodio 8, "Deshulkado". Al final del episodio 20, "Los U-Foes", Truman Marsh reemplaza con Hulk a Hulk Rojo en los Vengadores. Hulk Rojo pide a los Vengadores lo que van a aplastar primero. En el episodio 21, "La Creación del Arma Perfecta", Hulk Rojo está con los Vengadores en el que luchar contra una invasión de troles de roca pesca de que arrastren a un centro de convenciones que dio lugar a Hulk Rojo de destruir accidentalmente un edificio cercano. Las quejas de los Vengadores sobre Hulk Rojo cae en saco roto como Truman afirma que es más obediente que Hulk. Los Vengadores son enviados en una misión para detener el robo de la tecnología AIM donde el Líder se escapa a desatar a Último en ellos. Más tarde, en una isla en alta mar, el líder se encarga de Hulk Rojo en llegar por las trampas para que le puede hacer caer en una habitación que contiene una bomba gamma-partícula se acelera. Al ser incapaz de desarmarlo, Hulk Rojo intenta salir de la habitación sólo para ser atrapado en la explosión. Cuando el resto de los Vengadores llega, el Líder declara que presentó el arma perfecta como aparece un Hulk Rojo ampliado. En el episodio 22, "Guerra Mundial Hulk", el Líder pierde el control de Hulk Rojo que golpea al Líder en un estado de inconsciencia antes de ir en un alboroto. Después de romper cada una de las armaduras Hulkbuster de los Vengadores, Hulk Rojo se dirige hacia Vista Verde, donde Hulk llega para ayudar a detener a Hulk Rojo. Bajo la sugerencia de Hulk, Iron Man y Viuda Negra crean un gamma-potenciador que serían destruidos después, para que Hulk puede ser incluso en terrenos con Hulk Rojo. Con un poco de equipo especial, Hulk drena el exceso de radiación gamma de Hulk Rojo y lo dispara hacia el cielo. Hulk Rojo es llevado adelante mientras se disculpa con los Vengadores por los problemas que ha causado y afirma que estará fuera cuando los médicos lo curen, y que los Vengadores ya no necesitan los servicios de Truman Marsh. En el episodio 24, "Guerra Civil, Parte 2: Los Poderosos Vengadores", Hulk Rojo regresa al unirse con Ant-Man, Pantera Negra, Capitána Marvel, Ms. Marvel, Songbird y Visión como Los Poderosos Vengadores, ensamblados por Truman Marsh. En el episodio 25, "Guerra Civil, Parte 3: Tambores de Guerra", ayuda a los Vengadores para detener a los Inhumanos controlados por los discos de registros provocado por Truman Marsh, y descubre al final que Marsh es Ultron. En el episodio 26, "Guerra Civil, Parte 4: La Revolución de los Vengadores", se une a los Vengadores para detener a Ultron, quién trata de exterminar a toda la humanidad.
    - En la cuarta temporada, episodio 9, "Kang Presente y Futuro", aparece en el futuro como un viejo Hulk Rojo, que toda la Tierra esta a manos de Kang el Conquistador y tiene a Falcon como su aliado. Recibe la llegada de Visión y Avispa del presente, para detener a Kang y a Falcon, cuando descubre que solo intento salvar la Tierra de una destrucción, hasta que Kang lo hizo solo para conquistarla. Al derrotarlo, se despide de Visión, Avispa y Falcon, quienes vuelven al presente.
- Thunderbolt Ross aparece en el episodio de X-Men '97, "Bright Eyes", con la voz de Michael Patrick McGill.[48]

### Cine
- En el 2003, Sam Elliott interpretó a Ross en la película Hulk dirigida por Ang Lee. Esta versión es un administrador de cuatro estrellas de Desert Base, más tarde conocida como Gamma Base, en la década de 1970 y fue colega de David Banner. Después del asesinato de la esposa de David, Edith Banner, Ross continuaría supervisando al hijo de David, Bruce, y a su hija Betty Ross en el Laboratorio de Berkeley.

### Marvel Cinematic Universe
- William Hurt retrató a Thaddeus "Thunderbolt" Ross en el Marvel Cinematic Universe, y después de su muerte será interpretado por Harrison Ford:
  - En The Incredible Hulk (2008),[53] Ross persigue a Bruce Banner después de que un experimento en genética de súper soldados convierte a Banner en Hulk. Ha inyectado a Emil Blonsky con el suero de súper soldado para rastrear a Banner, solo para que Blonsky se vuelva pícaro y se convierta en la Abominación. Tras la derrota de Blonsky, Ross recibe la visita de Tony Stark, quien le dice que se está formando un equipo.
  - En Marvel One Shot llamado The Consultant, se revela que Stark fue enviado por los agentes Jasper Sitwell y Phil Coulson como chivo expiatorio para sabotear las negociaciones para tener a Blonsky en la Iniciativa Vengadores. Ross se molestó tanto con Stark que ordenó que lo sacaran del bar en el que se habían encontrado, a lo que Stark respondió comprando el bar y programando su demolición.[54]
  - En Capitán América: Civil War (2016),[55][56][57] revelando que su personaje ha «madurado» desde el momento que empezó a darle caza al héroe esmeralda, se ha informado que en la película se descubre que dejó de ser general (debido a que él sufrió casi un ataque al corazón cuando jugaba al golf y decidió renunciar su cargo como general) y se volvió Secretario de Estado de los Estados Unidos, que es una fuerza impulsora de la firma de los Acuerdos de Sokovia en los Estados Unidos, que requiere que todos los súper poderosos luchadores contra el crimen se registren en el gobierno como sus agentes, un acto que divide a los Vengadores en dos facciones (pro-registro y anti-registro).[58][59][60] El director Joe Russo reveló que la transformación del personaje en Red Hulk fue considerada durante la producción de la película, pero se decidió que no había suficiente espacio en la narrativa para justificar ese desarrollo.[61]
  - En Avengers: Infinity War (2018),[62] donde Rhodes se comunica con el secretario Ross a través de un proyector holográfico sobre la situación del ataque extraterrestre que ataca a la Tierra, Rhodes le cuenta que había contactado con Steve Rogers y su equipo, él todavía no había olvidado las acciones traicioneras de Rogers, por lo que le ordena a Rhodes arrestar al Capitán América pero Rhodes lo desobedece y termina la llamada, a pesar de que no aparece más en pantalla después de que Rhodes cierra la llamada con él, es posible suponer que también habría sido víctima del chasquido de Thanos.
  - En Avengers: Endgame (2019), Ross asiste al funeral de Tony Stark en 2019, 5 años después de los eventos de Infinity War.[63]
  - En Black Widow (2021), que tiene lugar en 2016 durante y después de los eventos de Civil War, Ross y sus hombres persiguen a Natasha al comienzo de la película, pero no logran atraparla. Ross llega para arrestar a Natasha al final de la película después de que la Habitación Roja es derribada, pero ella escapa una vez más.
  - Variantes de la línea de tiempo alternativa de Ross aparecen en What If...?,[64][65][66]con la voz de Michael Patrick McGill.[48]
  - Una variante de la línea de tiempo alternativa de Ross aparece en Your Friendly Neighborhood Spider-Man (2025), con la voz de Travis Willingham.[67][68]
  - Tras la muerte de Hurt, Ford interpreta a Ross como Hulk Rojo en la película Captain America: Brave New World (2025).[69][70][71][72][73]Ross es elegido Presidente de los Estados Unidos. Mientras se dirige a los líderes internacionales, el es atacado por el súper soldado controlado mentalmente Isaiah Bradley y otros, pero el ataque es frustrado. Samuel Sterns revela que Ross está tomando pastillas que contienen radiación gamma, lo que hace que Ross se convierta en Hulk Rojo. Sam Wilson atrae a Ross al campo de flores de cerezo en Washington en un intento de usar los recuerdos del presidente con su hija Betty Ross para detener su alboroto. Usando la energía cinética almacenada en sus alas de Vibranium, Wilson derriba a Ross. Wilson, herido, razona con Ross, lo que permite que el presidente vuelva a su yo normal. Después del incidente, Ross renuncia a su cargo y se encarcela en la Balsa, donde Wilson y Betty lo visitan.

### Videojuegos
- Se ve al general John Ryker hablando por teléfono con el general Ross en el videojuego Hulk de 2003 mientras estaba en Gamma Base, le informa sobre la captura de Bruce Banner y la seguridad de Betty Ross.
- El general Ross aparece en The Incredible Hulk: Ultimate Destruction, con la voz de Dave Thomas.
- El general Ross aparece en el videojuego The Incredible Hulk 2008, con la voz de William Hurt. Red Hulk también es un personaje jugable en la versión exclusiva de Xbox 360 de GameStop.[74]
- Red Hulk está disponible como un disfraz alternativo para Hulk en Marvel: Ultimate Alliance 2,[75]Marvel Super Hero Squad, Marvel vs. Capcom 3: Fate of Two Worlds y Marvel Super Hero Squad: The Infinity Gauntlet.
- Red Hulk aparece como un personaje jugable en Marvel Super Hero Squad Online, con la voz de Tom Kenny.
- Red Hulk aparece como un personaje desbloqueable en Marvel: Avengers Alliance.
- Thunderbolt Ross / Red Hulk aparece como personaje jugable en Lego Marvel Super Heroes,[76] con Thunderbolt Ross interpretado por John DiMaggio y Red Hulk, una vez más, interpretado por Fred Tatasciore.
- Red Hulk es personaje jugable en Marvel: Contest of Champions.
- Red Hulk es un personaje jugable en Marvel Future Fight.
- Thunderbolt Ross / Red Hulk aparece como un personaje jugable en Lego Marvel's Avengers.
- Red Hulk es un personaje jugable en el juego móvil match-three Marvel Puzzle Quest. Fue agregado al juego como parte de su segundo aniversario en octubre de 2015.
- Red Hulk aparece como un cambio de paleta para Hulk en Marvel vs Capcom 3: Fate of Two Worlds, Ultimate Marvel vs. Capcom 3 y Marvel vs. Capcom: Infinite.
- Thunderbolt Ross / Red Hulk aparece en Lego Marvel Super Heroes 2.[77] En el modo historia, Red Hulk aparece en Sakaar como uno de los "World Breakers" junto a Hulk, Maestro y Greenskyn Smashtroll.